# Esarcato arcivescovile di Odessa
L'esarcato arcivescovile di Odessa è una sede della Chiesa greco-cattolica ucraina. Nel 2022 contava 99.000 battezzati. È retta dal vescovo Mychajlo Bubnij, C.SS.R.

## Territorio
L'esarcato arcivescovile comprende le oblast' di Cherson, Kirovohrad, Mykolaïv, Odessa.
Sede dell'esarcato è la città di Odessa, dove si trova la cattedrale di Sant'Andrea Apostolo.
Il territorio è suddiviso in 51 parrocchie.

## Storia
L'esarcato arcivescovile di Odessa-Crimea è stato eretto il 28 luglio 2003, ricavandone il territorio dall'esarcato arcivescovile di Kiev-Vyšhorod (oggi arcieparchia di Kiev).
Il 13 febbraio 2014 ha ceduto una porzione di territorio a vantaggio dell'erezione dell'esarcato arcivescovile di Crimea e contestualmente ha assunto il nome attuale.

## Cronotassi dei vescovi
Si omettono i periodi di sede vacante non superiori ai 2 anni o non storicamente accertati.
- Vasyl' Ivasjuk (28 luglio 2003 - 13 febbraio 2014 nominato eparca di Kolomyja-Černivci)
- Mychajlo Bubnij, C.SS.R., dal 13 febbraio 2014

## Statistiche
L'esarcato arcivescovile nel 2022 contava 99.000 battezzati.
| anno | popolazione | popolazione | popolazione | presbiteri | presbiteri | presbiteri | presbiteri                | diaconi | religiosi | religiosi | parrocchie |
| anno | battezzati  | totale      | %           | numero     | secolari   | regolari   | battezzati per presbitero | diaconi | uomini    | donne     | parrocchie |
| ---- | ----------- | ----------- | ----------- | ---------- | ---------- | ---------- | ------------------------- | ------- | --------- | --------- | ---------- |
| 2003 | 70.000      | 8.712.000   | 0,8         | 11         | ?          | ?          | 6.363                     | ?       | ?         | ?         | ?          |
| 2010 | 93.300      | ?           | ?           | 56         | 32         | 24         | 1.666                     |         | 25        | 33        | 50         |
| 2012 | 93.300      | ?           | ?           | 43         | 38         | 5          | 2.169                     |         | 6         | 5         | 110        |
| 2015 | 100.000     | ?           | ?           | 34         | 29         | 5          | 2.941                     |         | 5         | 5         | 70         |
| 2018 | 105.000     | ?           | ?           | 44         | 39         | 5          | 2.386                     |         | 8         | 11        | 80         |
| 2020 | 100.000     | ?           | ?           | 46         | 41         | 5          | 2.173                     | 3       | 6         | 10        | 80         |
| 2022 | 99.000      | ?           | ?           | 48         | 41         | 7          | 2.062                     | 1       | 7         | 11        | 51         |